# Comté de Hidalgo (Texas)
Pour les articles homonymes, voir Hidalgo et Comté de Hidalgo.
Le comté de Hidalgo, en anglais : Hidalgo County, est un comté situé dans l'extrême sud de l'État du Texas aux États-Unis. Fondé le 24 janvier 1852, son siège de comté est la ville d'Edinburg. Selon le recensement de 2020, sa population est de 870 781 habitants. Le comté a une superficie de 4 099,6 km2, dont 4 068,5 km2 en surfaces terrestres. Le comté est nommé en l'honneur du prêtre Miguel Hidalgo, considéré comme le père de la guerre d'indépendance du Mexique.

## Organisation du comté
Le comté est fondé le 24 janvier 1852, à partir des terres du comté de Cameron. Il est définitivement organisé et rendu autonome, le 2 août 1852.
Le comté est baptisé en référence à Miguel Hidalgo, un prêtre, considéré comme le père de la guerre d'indépendance du Mexique, par son appel à la sédition, le Grito de Dolores,,, du 15 septembre 1810.

## Géographie

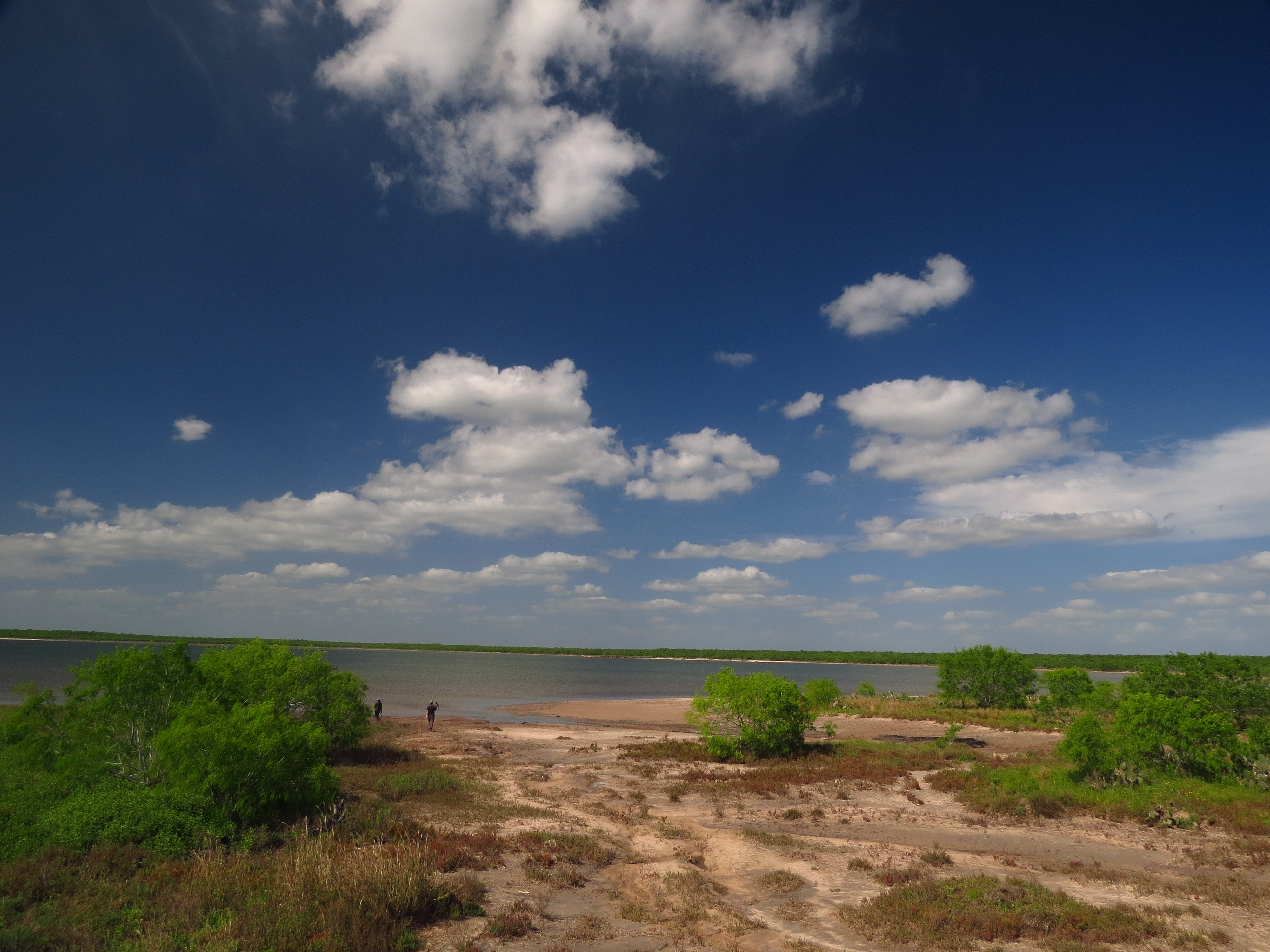
El Sal Del Rey dans le Refuge faunique national Lower Rio Grande Valley.

Le comté de Hidalgo se situe au sud de l'État du Texas, aux États-Unis,. Il est bordé au sud, par le fleuve Río Grande, également appelé en espagnol : Río Bravo del Norte ou Río Bravo, qui constitue la frontière naturelle entre les États-Unis et le Mexique.
Il a une superficie totale de 4 099,6 km2, composée de 4 068,5 km2 de terres et de 31,1 km2 de zones aquatiques.
La partie nord du comté se compose de sols sablonneux et légèrement argileux sur des sous-sols argileux rougeâtres ou tachetés. Dans certaines régions, le calcaire se trouve à moins d'un mètre de la surface. La partie méridionale du comté présente des surfaces argileuses modérément profondes à profondes sur des sous-sols argileux. Le long du Rio Grande, on trouve des argiles brunes à rouges. Le comté d'Hidalgo se trouve dans la zone de végétation des plaines du sud du Texas, qui comprennent des terres herbeuses, du mesquite, des chênes et du chaparral. Les plantes indigènes, réduites ces dernières années par l'agriculture intensive, comprennent le kaki du Texas, ou chapote, du guayacan (en), de l'ebenopsis, du cassier, le bois-brésil et le yucca.
En 1982, 91 % des terres sont des fermes et des ranchs, 52 % des terres agricoles étaient cultivées et 85 % irriguées ; 51 à 60 % du comté étaient considérés comme des terres agricoles de qualité. Les principales cultures sont le sorgho, le coton, le maïs et les légumes. Le comté d'Hidalgo a conduit les comtés du Texas dans la production de choux, d'oignons, de cantaloups, de carottes et de pastèques. Les principaux fruits et noix cultivés dans le comté sont le pamplemousse, les oranges et les pacanes. Le bétail, les vaches laitières et les porcs sont les principaux produits de l'élevage.

### Comtés et municipalités adjacents
|                | Comté de Brooks  | Comté de Kenedy  |
| Comté de Starr | comté de Hidalgo | Comté de Willacy |
|                |                  | Comté de Cameron |

|  |                                                        |  |
|  | comté de Hidalgo                                       |  |
|  | Gustavo Díaz Ordaz Reynosa Río Bravo Matamoros Mexique |  |

### Zones protégées
- Refuge faunique national Lower Rio Grande Valley
- National Wildlife Refuge de Santa Ana (en)

### Axes routiers
Les principales autoroutes et routes du comté sont :
- Interstate 2
- Interstate 69C (En construction)
- U.S. Highway 83 (en)
- U.S. Highway 281 (en)
- Texas State Highway 107 (en)
- Texas State Highway 186 (en)
- Texas State Highway 336 (en)
- Texas State Highway 495 (en)

## Climat
Le climat est subtropical et subtropical humide. Les températures varient d'un minimum moyen de 8 °C en janvier à un maximum moyen de 36 °C en juillet. La température annuelle moyenne est de 23 °C. Les précipitations sont en moyenne de 580 mm par an et la saison de croissance dure 320 jours par an.
| Mois                              | jan. | fév. | mars | avril | mai  | juin | jui. | août | sep. | oct. | nov. | déc. | année |
| --------------------------------- | ---- | ---- | ---- | ----- | ---- | ---- | ---- | ---- | ---- | ---- | ---- | ---- | ----- |
| Température minimale moyenne (°C) | 10   | 12,3 | 15,4 | 18,9  | 22,3 | 24,3 | 24,7 | 24,8 | 23   | 19,3 | 14,9 | 10,6 | 18,4  |
| Température moyenne (°C)          | 21,7 | 23,9 | 27,7 | 30,6  | 33,2 | 35,7 | 36,2 | 36,7 | 33,9 | 30,9 | 26,6 | 22,2 | 29,9  |
| Température maximale moyenne (°C) | 35   | 38   | 41   | 42    | 43   | 43   | 43   | 42   | 42   | 40   | 39   | 36   | 43    |

## Démographie
Lors du recensement de 2010, le comté comptait une population de 774 769 habitants. Elle est estimée, en 2018, à 865 939 habitants.
| Groupes           | Comté de Hidalgo | Texas | États-Unis |
| ----------------- | ---------------- | ----- | ---------- |
| Blancs            | 88,0             | 70,4  | 72,4       |
| Autres            | 8,8              | 10,6  | 6,4        |
| Afro-Américains   | 0,6              | 11,9  | 12,6       |
| Métis             | 1,3              | 2,5   | 2,7        |
| Asiatiques        | 1,0              | 3,8   | 4,8        |
| Amérindiens       | 0,3              | 0,7   | 0,9        |
| Total             | 100              | 100   | 100        |
|                   |                  |       |            |
| Latino-Américains | 90,6             | 37,6  | 16,7       |

Pyramide des âges du comté de Hidalgo (Texas) (2000).

Selon l'American Community Survey, pour la période 2011-2015, 83,54 % de la population âgée de plus de 5 ans déclare parler espagnol à la maison, alors que 15,32 % déclare parler l’anglais et 1,14 % une autre langue. Par ailleurs, 34,2 % de la population vit sous le seuil de pauvreté (15,5 % au niveau national). Ce taux cache des inégalités, 36,6 % des Latinos et hispaniques vivant sous ce seuil contre seulement 10,5 % des Blancs non hispaniques.

## Galerie

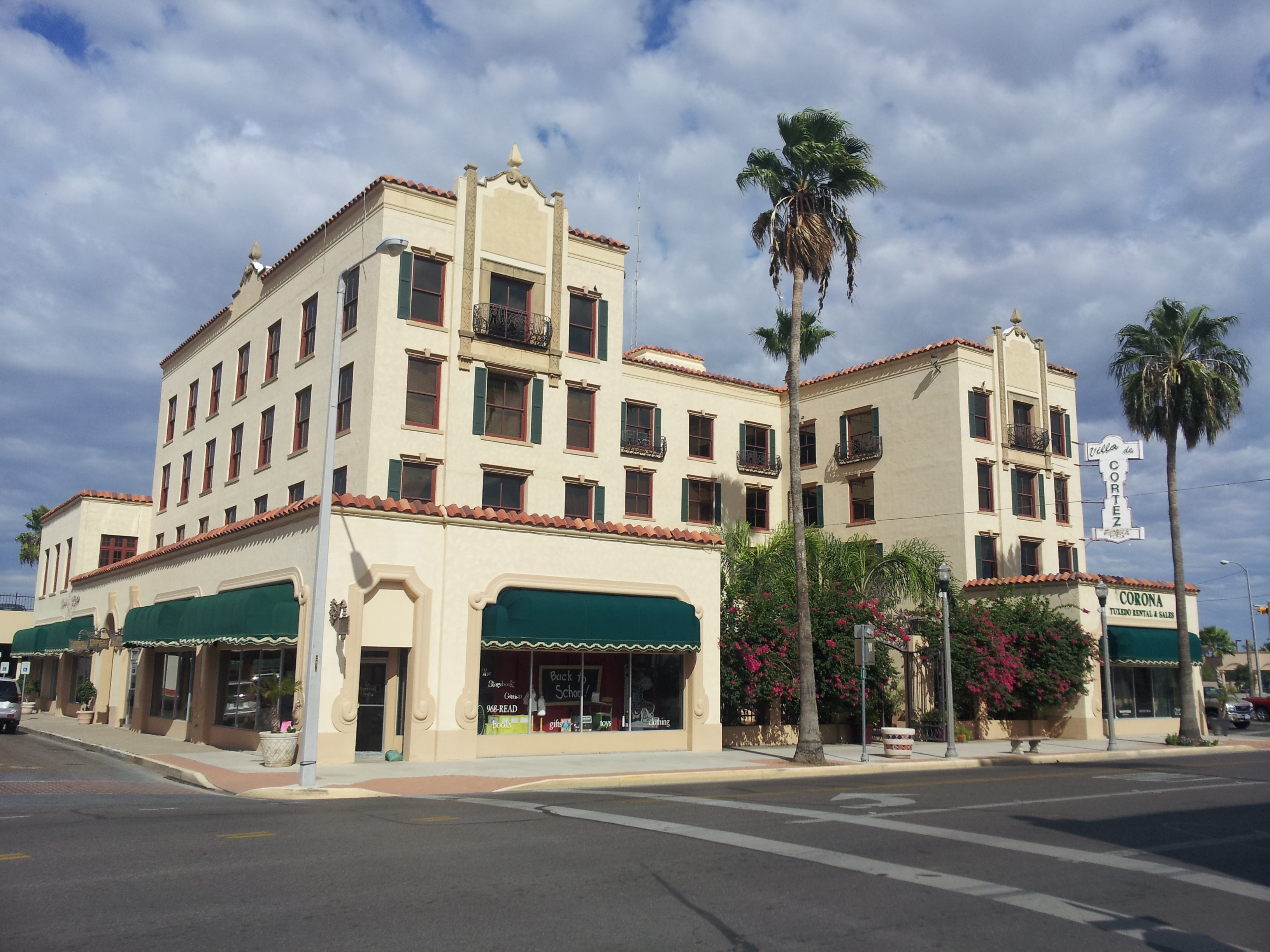
L'hôtel Cortez à Weslaco.
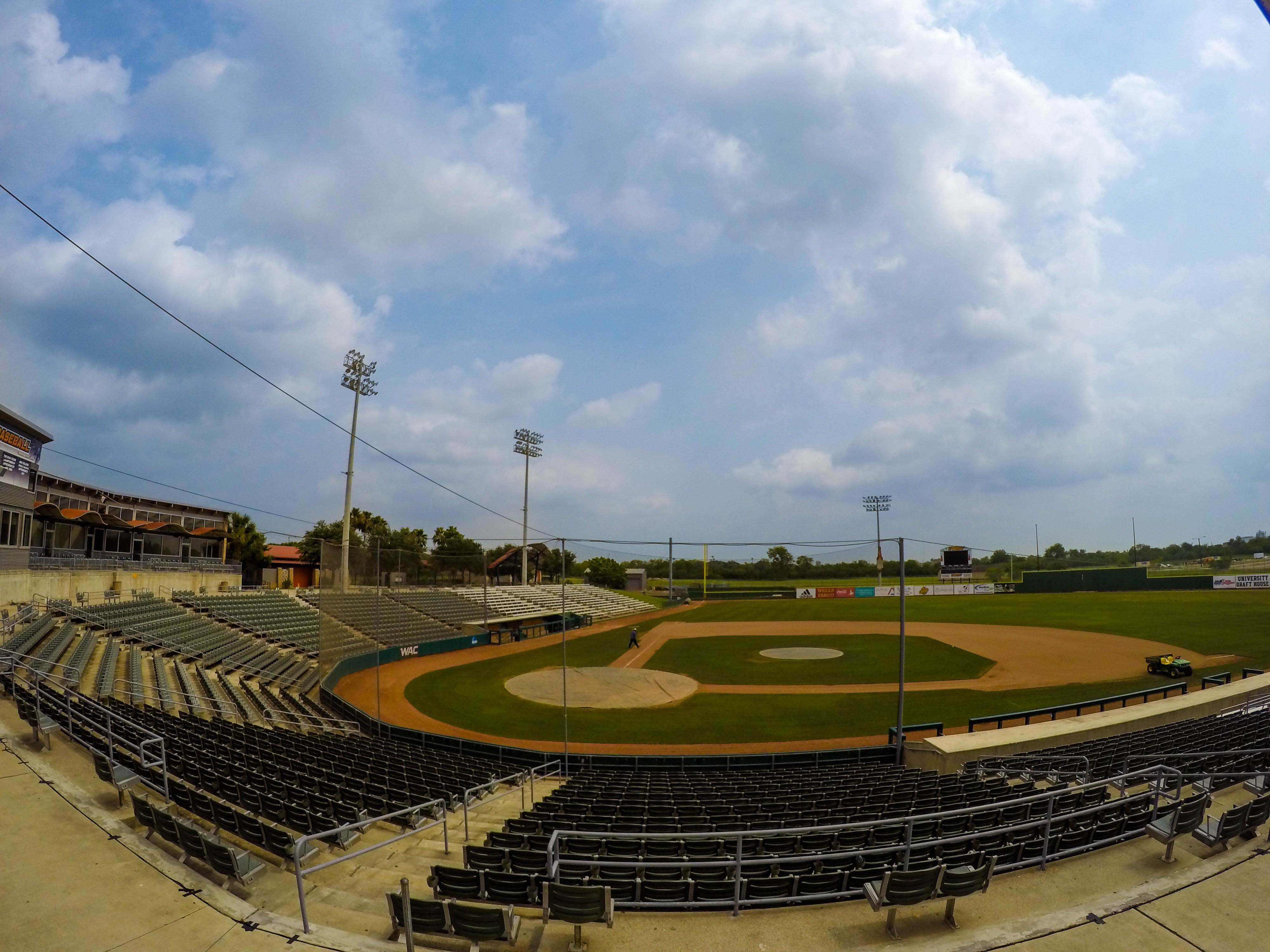
Le stade de baseball à Edinburg.
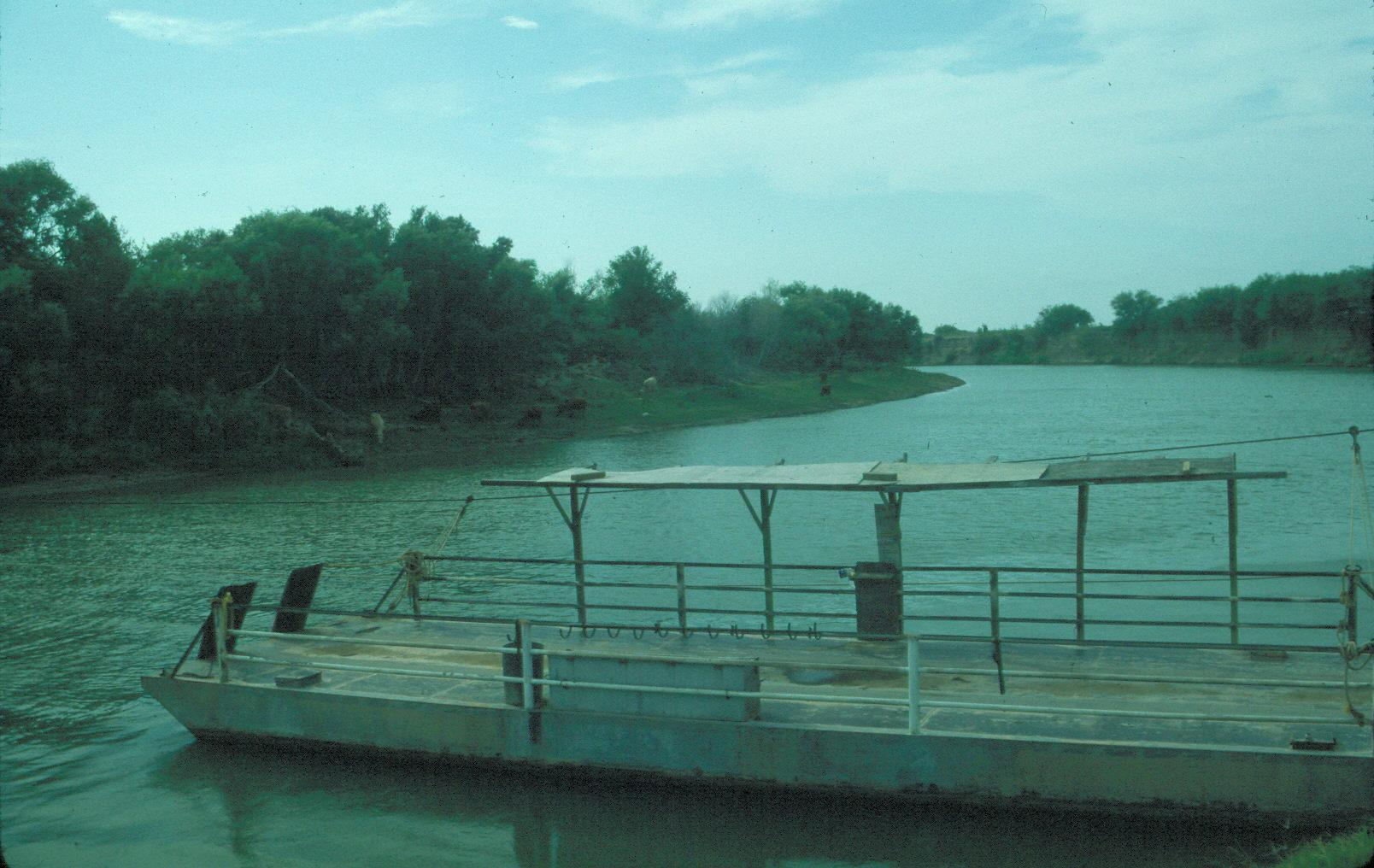
Ferry pour la traversée du Río Grande entre Los Ebanos et Gustavo Díaz Ordaz.
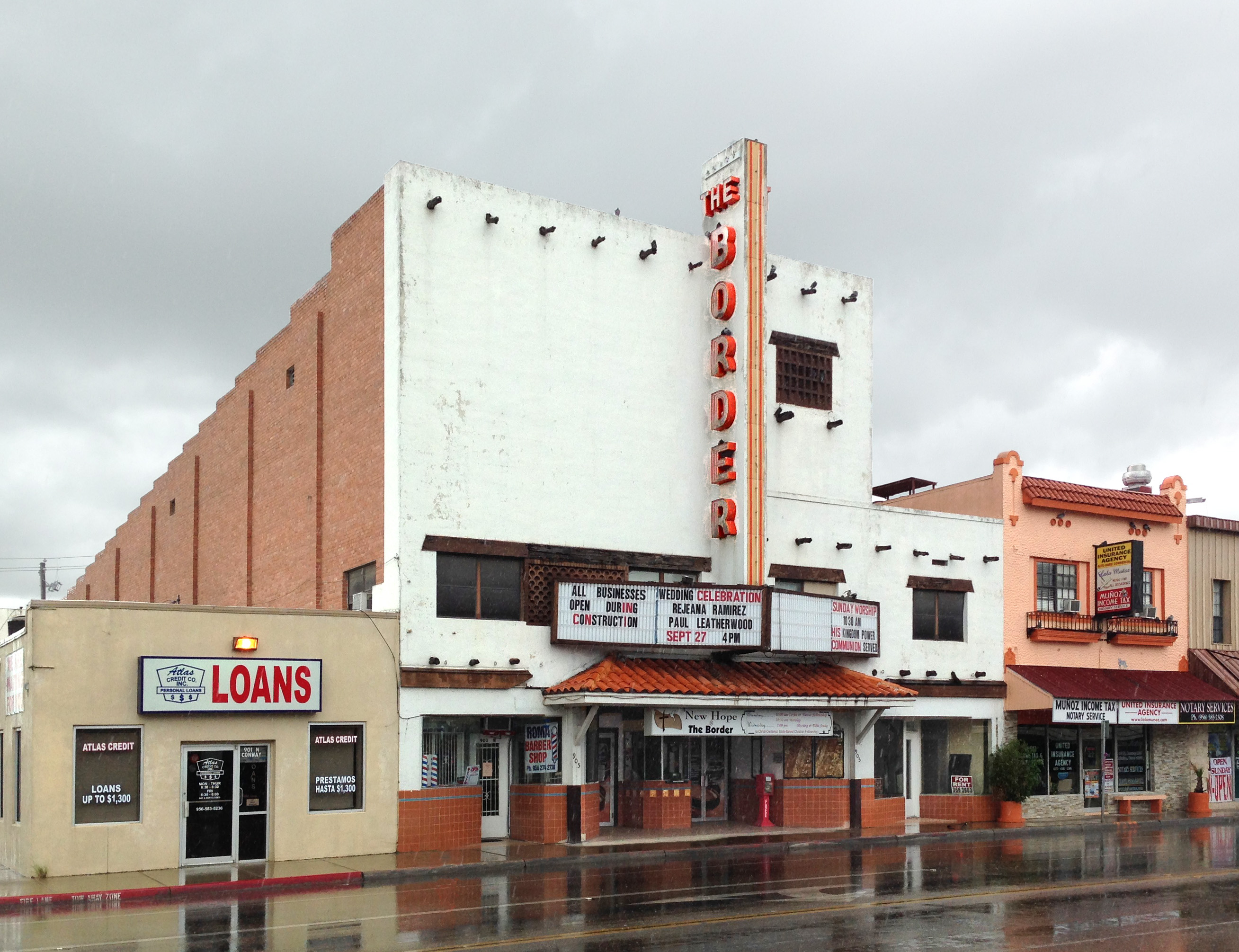
Le théâtre Border à Mission.
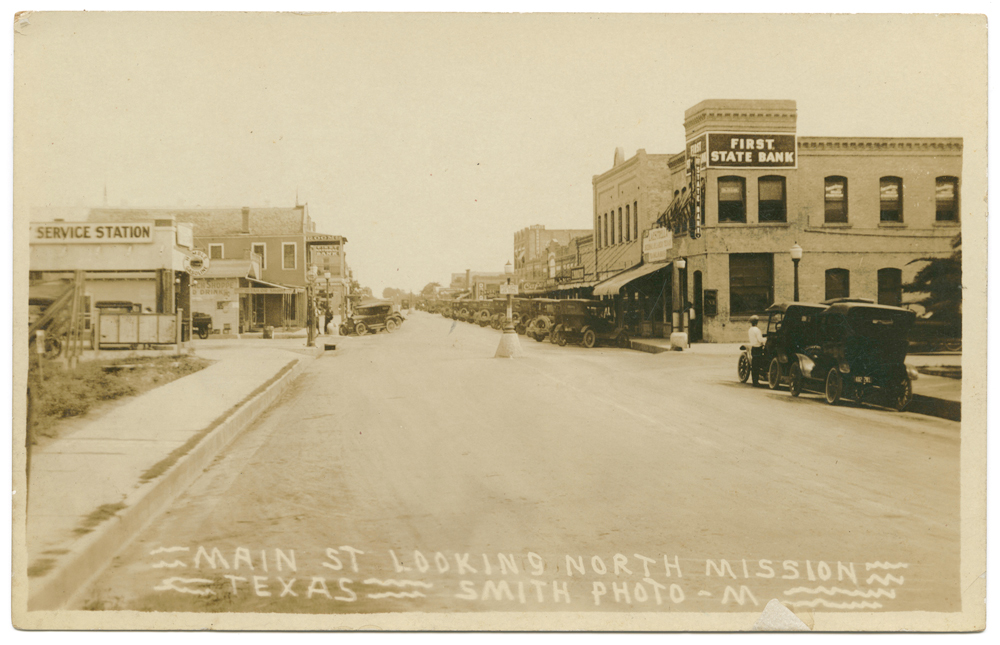
Rue principale de Mission (années 1910-1920)
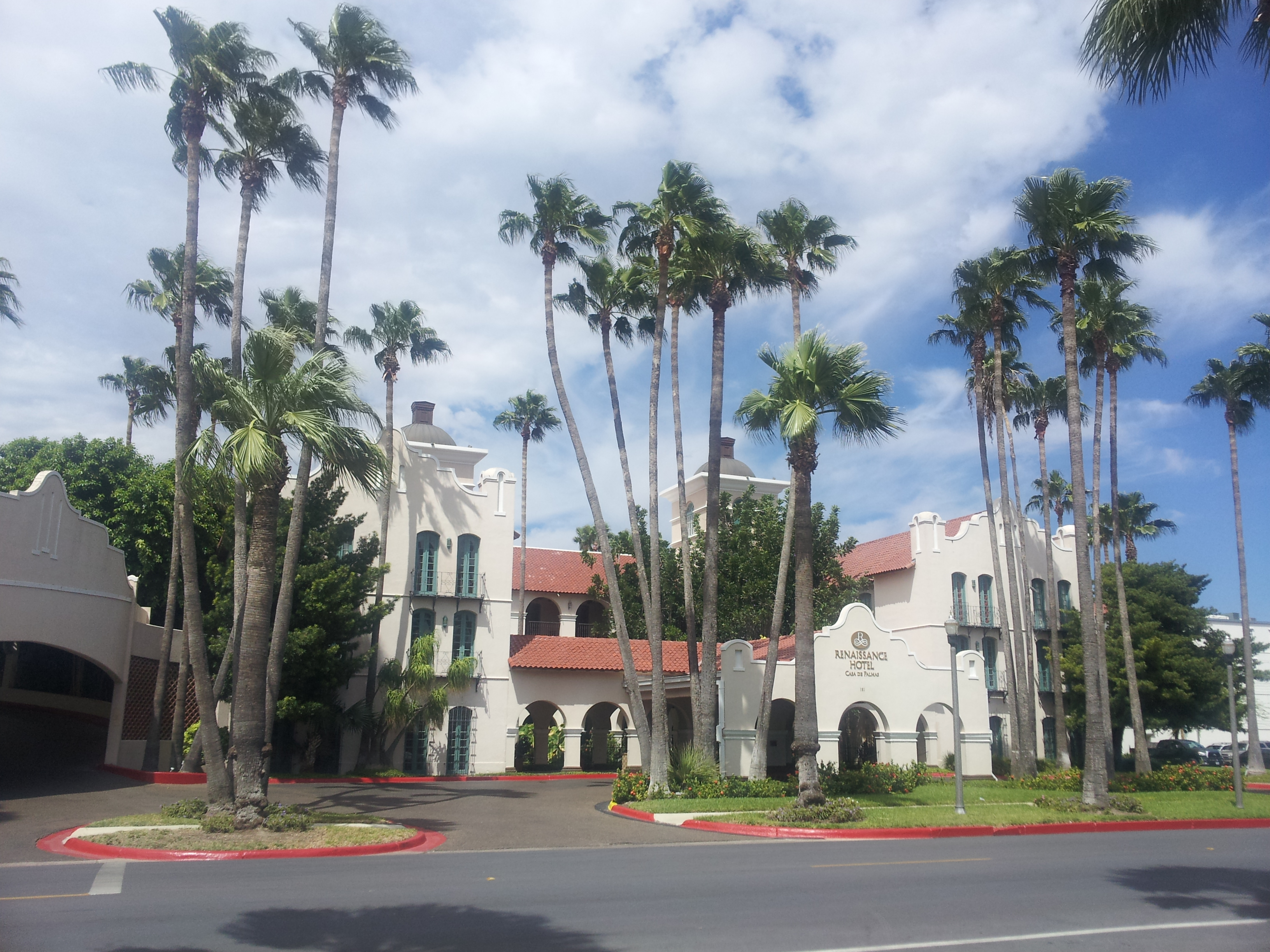
Casa de Palmas à McAllen.
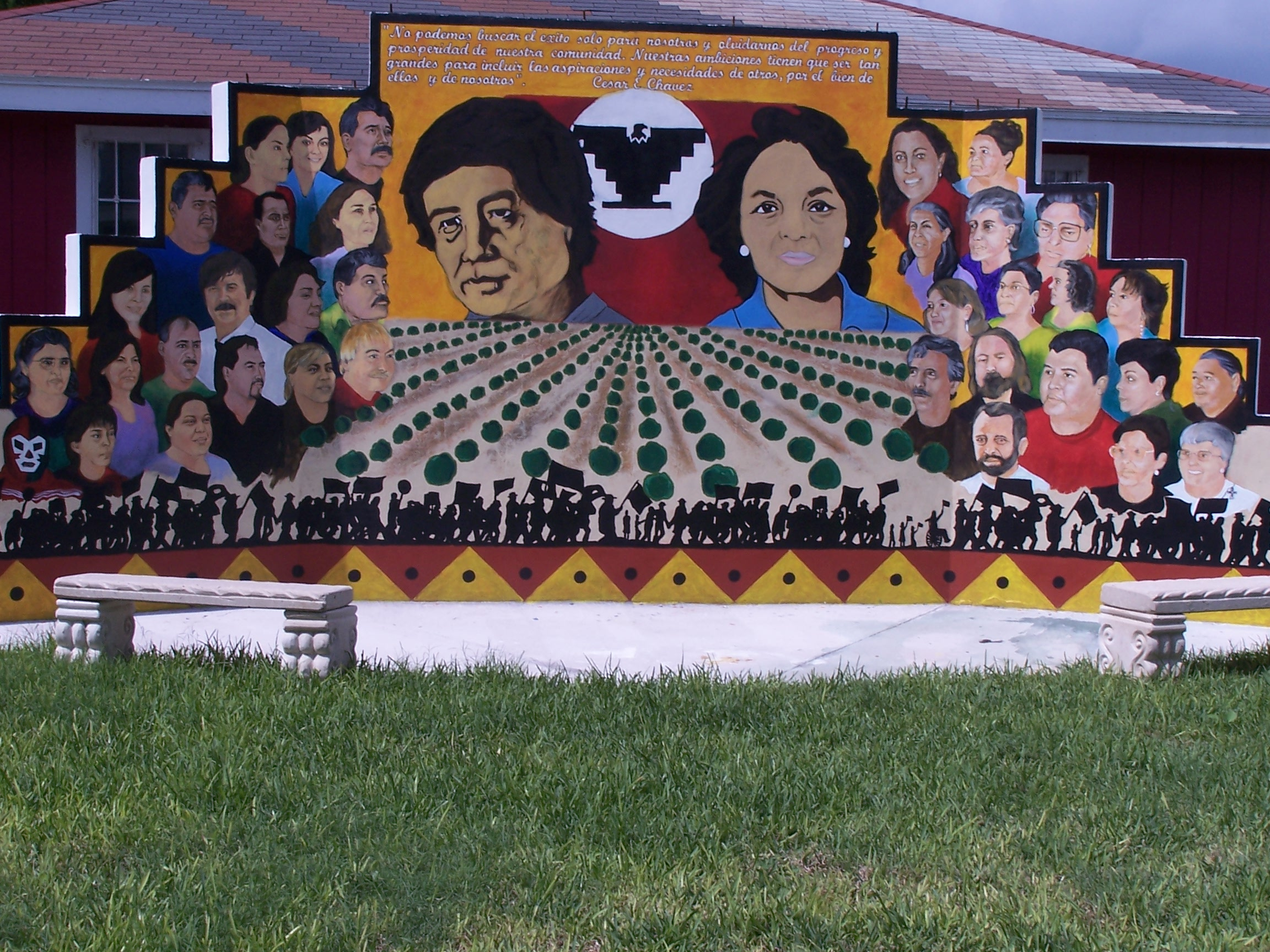
Le mémorial Cesar Chavez à San Juan.

### Source de la traduction
- (en) Cet article est partiellement ou en totalité issu de l’article de Wikipédia en anglais intitulé « Hidalgo County, Texas » (voir la liste des auteurs).